# SM UB-66
SM UB-66 – niemiecki okręt podwodny z okresu I wojny światowej, jedna z 96 zbudowanych jednostek typu UB III.
Okręt miał wyporność 513 ton w położeniu nawodnym i 647 ton pod wodą, a jego główną bronią było 10 torped o kalibrze 500 mm wystrzeliwanych z pięciu wyrzutni. Napędzana silnikami wysokoprężnymi i elektrycznymi jednostka rozwijała prędkość 13,2 węzła na powierzchni i 7,6 węzła w zanurzeniu, osiągając zasięg nawodny wynoszący 9090 Mm przy prędkości 6 węzłów (i 55 Mm przy prędkości 4 węzłów pod wodą).
UB-66 został zwodowany 31 maja 1917 roku w stoczni Germaniawerft w Kilonii, a do służby w Kaiserliche Marine wcielono go 1 sierpnia 1917 roku. Przebazowany w 1917 roku na Morze Śródziemne został nominalnie wcielony w skład Kaiserliche und Königliche Kriegsmarine pod nazwą U-66, pływając w składzie Flotylli Konstantynopol. W czasie służby operacyjnej odbył dwa patrole bojowe, podczas których zatopił dwa statki o łącznej pojemności 4105 BRT. SM UB-66 zaginął wraz z całą załogą we wschodniej części Morza Śródziemnego po 17 stycznia 1918 roku.

## Projekt i budowa
Wydane w kwietniu 1915 roku przez Inspektorat U-Bootów memorandum wzywało kierownictwo Cesarskiej Marynarki Wojennej do zaprojektowania i budowy uproszczonego typu okrętu podwodnego, który miał zostać wykorzystany w działaniach blokadowych Wielkiej Brytanii. Budowa dużych, oceanicznych okrętów podwodnych zabierała zbyt wiele czasu, podobnie jak produkcja używanych do ich napędu silników wysokoprężnych o dużej mocy. Konsekwencją był duży niedobór jednostek tej klasy w niemieckiej flocie. Wznowienie na początku 1916 roku nieograniczonej wojny podwodnej sprawiło, że konieczne stało się opracowanie średniej wielkości okrętu podwodnego uzbrojonego w torpedy, który można było szybko zbudować. Przybrzeżne okręty typu UB II były zbyt słabo uzbrojone i miały niewystarczający zasięg, przez co ich użycie ograniczone było przeważnie do wód Morza Północnego i kanału La Manche, natomiast nowo projektowane torpedowe okręty podwodne musiały być zdolne do operowania wokół Wysp Brytyjskich i na Morzu Śródziemnym. Zrezygnowano z wcześniejszego schematu prostych jednostek jednokadłubowych z zewnętrznymi zbiornikami balastowymi na rzecz konstrukcji dwukadłubowej.
Projekt nowego okrętu podwodnego średniej wielkości oparto na konstrukcji udanych podwodnych stawiaczy min typu UC II. Dziobowej części okrętu nadano nowy profil, a szyby minowe zastąpiono przedziałem torpedowym z czterema wewnętrznymi wyrzutniami torped; powiększono również wyposażony w dwa peryskopy kiosk. Znacznie zwiększono moc silników spalinowych i elektrycznych, jak i pojemność zbiorników paliwa, jednak odbyło się to kosztem zmniejszenia o 40% wielkości baterii akumulatorów i o blisko 30% ich pojemności w stosunku do SM U-16, przez co spadła prędkość podwodna i zasięg. Okręty charakteryzowały się doskonałą manewrowością i krótkim czasem zanurzania, wynoszącym 30 sekund. Budowa okrętów o nadanym przez Inspektorat U-Bootów numerze projektu 44, zwanych później typem UB III, miała rozpocząć się po zrealizowaniu przez stocznie kontraktów na budowę jednostek typu UB II i UC II, czyli najwcześniej wiosną 1917 roku.
SM UB-66 zamówiony został 20 maja 1916 roku jako jednostka z liczącej 24 jednostki I serii okrętów typu UB III . Powstał w stoczni Germaniawerft w Kilonii jako jeden z ośmiu okrętów typu UB III zbudowanych w tej wytwórni . UB-66 otrzymał numer stoczniowy 284 (Werk 284)  . Stępkę okrętu położono w 1916 roku , a zwodowany został 31 maja 1917 roku. Koszt budowy okrętu wyniósł 3 mln 276 tys. marek.

## Dane taktyczno-techniczne

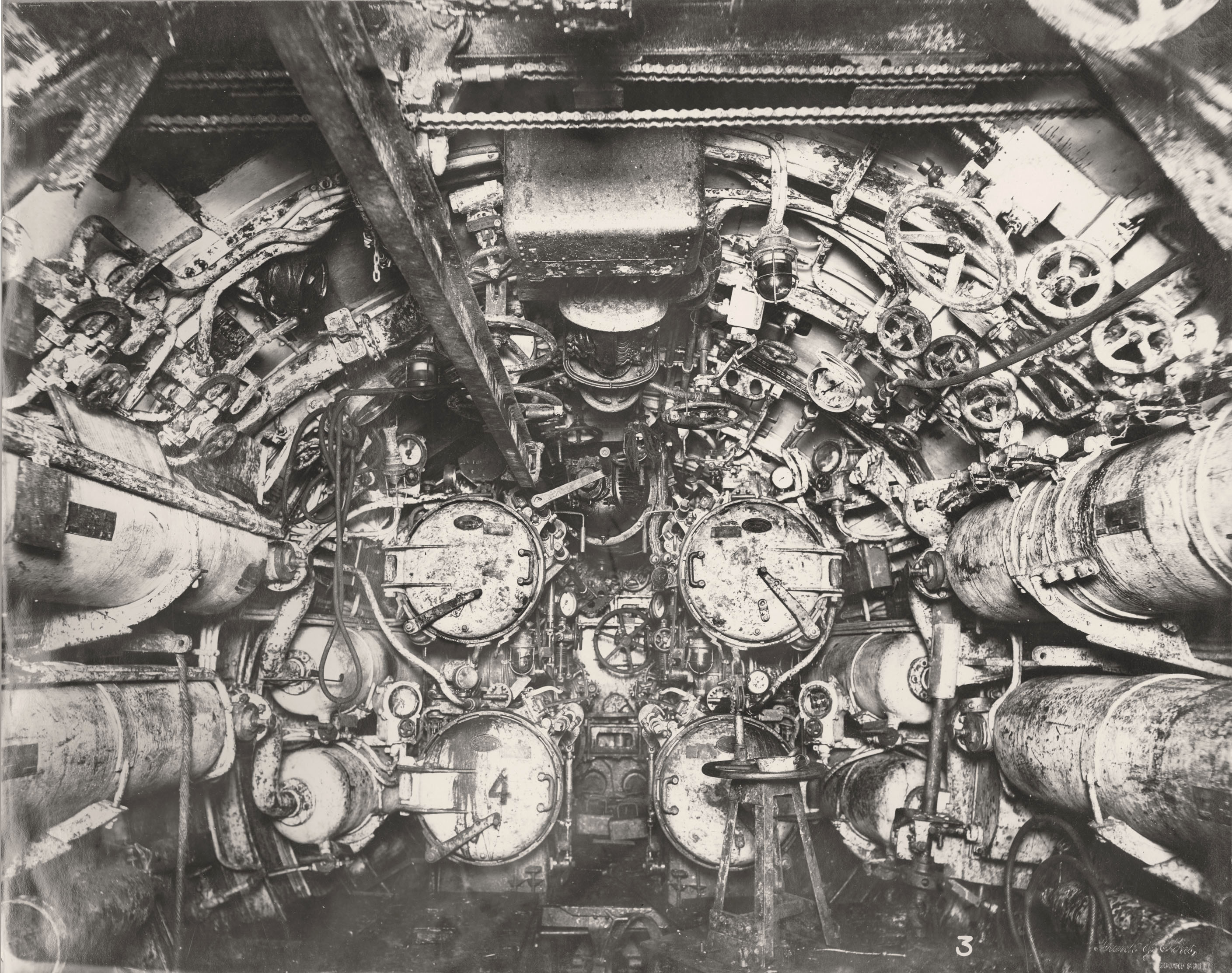
Wnętrze przedziału torpedowego siostrzanego okrętu SM UB-110

SM UB-66 był średniej wielkości okrętem podwodnym o konstrukcji dwukadłubowej. Długość całkowita wynosiła 55,83 metra, szerokość 5,8 metra i zanurzenie 3,67 metra. Kadłub sztywny miał 40,1 metra długości i 3,9 metra szerokości . Podzielony był grodziami na następujące przedziały (od dziobu): przedział torpedowy, pomieszczenia załogi, centrala, pomieszczenia załogi, przedział silników spalinowych, przedział silników elektrycznych oraz rufowy przedział torpedowy. Wysokość (od stępki do szczytu kiosku) wynosiła 8,25 metra . Dziób jednostki przystosowany był do przecinania sieci przeciwpodwodnych. Wyporność w położeniu nawodnym wynosiła 513 ton, a w zanurzeniu 647 ton.
Okręt napędzany był na powierzchni przez dwa 6-cylindrowe, czterosuwowe silniki wysokoprężne MAN S6V35/35 o łącznej mocy 809 kW (1100 KM) przy 450 obr./min, zaś pod wodą poruszał się dzięki dwóm silnikom elektrycznym SSW o łącznej mocy 580 kW (788 KM) przy 362 obr./min. Dwa wały napędowe obracały dwie śruby o średnicy 1,4 metra każda. Jednostka wyposażona była w dwa stery kierunku i dwa podwójne stery głębokości. Okręt osiągał prędkość 13,2 węzła na powierzchni i 7,6 węzła w zanurzeniu. Zasięg wynosił 9090 Mm przy prędkości 6 węzłów w położeniu nawodnym oraz 55 Mm przy prędkości 4 węzłów pod wodą. Zbiorniki mieściły 75 ton paliwa , a energia elektryczna magazynowana była w dwóch bateriach akumulatorów po 62 ogniwa, zlokalizowanych pod przednim i tylnym pomieszczeniem mieszkalnym załogi. Dopuszczalna głębokość zanurzenia wynosiła 50 metrów , zaś czas wykonania manewru zanurzenia 30 sekund.
Głównym uzbrojeniem okrętu było pięć wewnętrznych wyrzutni torped kalibru 500 mm: cztery dziobowe i jedna na rufie, z łącznym zapasem 10 torped. Broń artyleryjską stanowiło umieszczone przed kioskiem działo pokładowe kalibru 8,8 cm TK C/08 L/30, z zapasem amunicji wynoszącym od 160 do 296 naboi . Okręt wyposażony był w dwa peryskopy: wachtowy i bojowy. Wyposażenie ratownicze stanowiła umieszczona na pokładzie łódź ratunkowa.
Załoga okrętu składała się z trzech oficerów oraz 31 podoficerów i marynarzy.

## Służba
SM UB-66 został wcielony do służby w Kaiserliche Marine 1 sierpnia 1917 roku . Dowódcą jednostki został mianowany kpt. mar. (niem. Kapitänleutnant) Fritz Wernicke, dowodzący wcześniej UB-42 . 19 październiku 1917 roku, w drodze na Morze Śródziemne, U-Boot na północny zachód od Szetlandów (na pozycji 61°12′N 2°10′W/61,200000 -2,166667) zatopił ogniem artyleryjskim zbudowany w 1892 roku duński bark ze stalowym kadłubem „Martha” o pojemności 412 BRT, płynący z ładunkiem kukurydzy z Kingston do Aarhus . Nigdy nie odnaleziono łodzi ratunkowych ze statku, na których zginęła cała, licząca 10 osób załoga .
28 października U-Boot wszedł w skład Flotylli Konstantynopol . Okręt nominalnie wcielono do K.u.K. Kriegsmarine pod nazwą U-66, jednak załoga pozostała niemiecka. 
Podczas drugiego patrolu U-Boot otrzymał rozkaz patrolowania wschodniej części Morza Śródziemnego . 10 stycznia 1918 roku okręt uzupełnił zapas paliwa w Bejrucie, a 12 stycznia był widziany u wybrzeży Famagusty . 17 stycznia w odległości 45 Mm na północny zachód od Aleksandrii UB-66 storpedował bez ostrzeżenia zbudowany w 1910 roku uzbrojony brytyjski parowiec „Windsor Hall” o pojemności 3693 BRT, płynący z ładunkiem zboża z Karaczi do Marsylii. W wyniku ataku zginęło 27 członków załogi statku, a jego kapitan został wzięty do niewoli  .
Od tego momentu nikt już nie widział SM UB-66, który zaginął wraz z całą, liczącą w tym rejsie 30 osób załogą . Starsze opracowania podają, że UB-66 został zatopiony 18 stycznia 1918 roku bombami głębinowymi przez brytyjski slup HMS „Campanula” na Morzu Egejskim  lub w pobliżu Cap Bon.

## Podsumowanie działalności bojowej
W latach 1917–1918 SM UB-66 odbył łącznie dwa patrole bojowe, podczas których zatopił dwa statki o łącznej pojemności 4105 BRT  . Na pokładach zatopionych jednostek zginęło 37 osób, w tym 27 na brytyjskim parowcu „Windsor Hall”  . Pełne zestawienie bojowych osiągnięć okrętu przedstawia poniższa tabela :
| Data                 | Nazwa          | Państwo         | Tonaż      | Los jednostki |
| -------------------- | -------------- | --------------- | ---------- | ------------- |
| 19 października 1917 | „Martha”       | Dania           | 412        | zatopiony     |
| 17 stycznia 1918     | „Windsor Hall” | Wielka Brytania | 3693       | zatopiony     |
| RAZEM                | RAZEM          | zatopione:      | zatopione: | 2             |